# Lista de federações de voleibol
Este artigo consiste em uma lista de federações nacionais de voleibol, com os códigos que são empregados em competições internacionais para identificar as equipes participantes. As federações nacionais incluem tanto países e estados soberanos quanto territórios dependentes.
Nesta lista, são apresentadas não apenas as federações ainda em atividade, mas também aquelas que porventura tenham deixado de existir - por exemplo, em função de mudanças políticas. 
Esta lista está ordenada pelo código identificador, e não pelo nome da nação. Para obter a lista das federações afiliadas a cada confederação continental, veja a página da respectiva confederação.

## Confederações
Em julho de 2007, 223 federações foram listadas abaixo:
- 53 federações filiadas à Confederação Africana de Voleibol (CAVB)
- 64 federações filiadas à Confederação Asiática de Voleibol (AVC)
- 55 federações filiadas à Confederação Europeia de Voleibol (CEV)
- 34 federações filiadas à Confederação da América do Norte, Central e Caribe de Voleibol (NORCECA)
- 12 federações filiadas à Confederação Sul-Americana de Voleibol (CSV)
- 5 federações não mais existentes

## Lista de federações de voleibol
| Código | País                                               | Federação                                                          | Confederação |
| AFG    | Afeganistão                                        | Afghanistan Volleyball Federation                                  | AVC          |
| AGU    | Anguilla                                           | Anguilla Amateur Volleyball Association                            | NORCECA      |
| AHO    | Antilhas Neerlandesas                              | Nederlands Antilliaanse Volleybal Bond                             | NORCECA      |
| ALB    | Albânia                                            | Federata Shqiptare e Volejbollit                                   | CEV          |
| ALG    | Argélia                                            | Algerian Volley Ball Federation                                    | CAVB         |
| AND    | Andorra                                            | Federaciò Andorrana de Voleibol                                    | CEV          |
| ANG    | Angola                                             | Federação Angolana de Voleibol                                     | CAVB         |
| ANT    | Antígua e Barbuda                                  | Antigua-Barbuda Amateur Volleyball Association                     | NORCECA      |
| ARG    | Argentina                                          | Federación del Voleibol Argentino                                  | CSV          |
| ARM    | Arménia (pt) ou Armênia (br)                       | Volleyball Federation of the Republic of Armenia                   | CEV          |
| ARU    | Aruba                                              | Aruba Volleyball Association                                       | NORCECA      |
| ASA    | Samoa Americana                                    | American Samoa Volleyball Association                              | AVC          |
| AUS    | Austrália                                          | Australian Volleyball Federation                                   | AVC          |
| AUT    | Áustria                                            | Österreichischer Volleyballverband                                 | CEV          |
| AZE    | Azerbaijão                                         | Azerbaijan Volleyball Federation                                   | CEV          |
| BAH    | Bahamas                                            | Bahamas Volleyball Federation                                      | NORCECA      |
| BAN    | Bangladesh                                         | Bangladesh Volleyball Federation                                   | AVC          |
| BAR    | Barbados                                           | Barbados Volleyball Association                                    | NORCECA      |
| BDI    | Burundi                                            | Fédération Burundaise de Volleyball                                | CAVB         |
| BEL    | Bélgica                                            | Fédération Royale Belge de Volley-Ball                             | CEV          |
| BEN    | Benim                                              | Fédération Béninoise de Volley-Ball                                | CAVB         |
| BER    | Bermudas                                           | Bermuda Volleyball Association                                     | NORCECA      |
| BHU    | Butão                                              | Bhutan Volleyball Federation                                       | AVC          |
| BIH    | Bósnia e Herzegovina                               | Volleyball Federation of Bosnia and Herzegovina                    | CEV          |
| BIZ    | Belize                                             | Belize Volleyball Association                                      | NORCECA      |
| BLR    | Bielorrússia                                       | Volleyball Federation of the Republic of Belarus                   | CEV          |
| BOL    | Bolívia                                            | Federación Boliviana de Voleibol                                   | CSV          |
| BOT    | Botsuana                                           | Botswana Volleyball Federation                                     | CAVB         |
| BRA    | Brasil                                             | Confederação Brasileira de Voleibol                                | CSV          |
| BRN    | Bahrein                                            | Bahrain Volleyball Association                                     | AVC          |
| BRU    | Brunei                                             | Brunei Darussalam National Volleyball Association                  | AVC          |
| BUL    | Bulgária                                           | Bulgarian Volleyball Federation                                    | CEV          |
| BUR    | Burkina Faso                                       | Fédération Burkinabée de Volley-Ball                               | CAVB         |
| CAF    | República Centro-Africana                          | Fédération Centrafricaine de Volleyball                            | CAVB         |
| CAM    | Camboja                                            | Fédération de Volleyball du Cambodge                               | AVC          |
| CAN    | Canadá                                             | Volleyball Canada                                                  | NORCECA      |
| CAY    | Ilhas Cayman                                       | Cayman Islands Volleyball Federation                               | NORCECA      |
| CGO    | República do Congo                                 | Fédération Congolaise de Volley-Ball                               | CAVB         |
| CHA    | Chade                                              | Fédération Tchadienne de Volley-Ball                               | CAVB         |
| CHI    | Chile                                              | Federación de Voleibol de Chile                                    | CSV          |
| CHN    | República Popular da China                         | China Volleyball Association                                       | AVC          |
| CIV    | Costa do Marfim                                    | Fédération Ivoirienne de Volley-Ball                               | CAVB         |
| CIS    | Comunidade de Estados Independentes ¹              | extinta                                                            | CEV          |
| CMR    | Camarões                                           | Fédération Camerounaise de Volley-Ball                             | CAVB         |
| COD    | República Democrática do Congo                     | Fédération de Volley-Ball du Congo                                 | CAVB         |
| COK    | Ilhas Cook                                         | Cook Islands Volleyball Federation                                 | AVC          |
| COL    | Colômbia                                           | Federación Colombiana de Voleibol                                  | CSV          |
| COM    | Comores                                            | Fédération Comorienne de Volley-Ball                               | CAVB         |
| CPV    | Cabo Verde                                         | Federação Cabo-verdiana de Voleibol                                | CAVB         |
| CRC    | Costa Rica                                         | Federación Costarricense de Voleibol                               | NORCECA      |
| CRO    | Croácia                                            | Croatian Volleyball Association                                    | CEV          |
| CUB    | Cuba                                               | Federación Cubana de Voleibol                                      | NORCECA      |
| CYP    | Chipre                                             | Cyprus Volleyball Federation                                       | CEV          |
| CZE    | República Checa (pt) ou Tcheca (br) ²              | Czech Volleyball Federation                                        | CEV          |
| DEN    | Dinamarca                                          | Dansk Volleyball Forbund                                           | CEV          |
| DJI    | Djibuti                                            | Fédération Djiboutienne de Volley-Ball                             | CAVB         |
| DMA    | Dominica                                           | Dominica Amateur Volleyball Association                            | NORCECA      |
| DOM    | República Dominicana                               | Federación Dominicana de Voleibol                                  | NORCECA      |
| ECU    | Equador                                            | Federación Ecuatoriana de Voleibol                                 | CSV          |
| EGY    | Egito                                              | Egyptian Volleyball Federation                                     | CAVB         |
| ENG    | Inglaterra                                         | Volleyball England                                                 | CEV          |
| ERT    | Eritreia                                           | Eritrean National Volleyball Federation                            | CAVB         |
| ESA    | El Salvador                                        | Federación Salvadoreña de Voleibol                                 | NORCECA      |
| ESP    | Espanha                                            | Real Federación Española de Voleibol                               | CEV          |
| EST    | Estónia (pt) ou Estônia (br)                       | Eesti Võrkpalli Liit                                               | CEV          |
| ETH    | Etiópia                                            | Ethiopian Volleyball Federation                                    | CAVB         |
| FER    | Ilhas Feroé                                        | Faroe Islands Volleyball Association                               | CEV          |
| FGU    | Guiana Francesa                                    | Ligue de Guyane de Volley-Ball                                     | CSV          |
| FIJ    | Fiji                                               | Fiji Volleyball Federation                                         | AVC          |
| FIN    | Finlândia                                          | Finnish Volleyball Association                                     | CEV          |
| FRA    | França                                             | Fédération Française de Volley-Ball                                | CEV          |
| FSM    | Micronésia                                         | Federated States of Micronesia Volleyball Association              | AVC          |
| GAB    | Gabão                                              | Fédération Gabonaise de Volley-Ball                                | CAVB         |
| GAM    | Gâmbia                                             | Gambia Volleyball Association                                      | CAVB         |
| GBS    | Guiné-Bissau                                       | Federação de Voleibol da Guiné-Bissau                              | CAVB         |
| GDP    | Guadalupe                                          | Ligue Guadeloupe de Volleyball                                     | NORCECA      |
| GEO    | Geórgia                                            | Georgian Volleyball Federation                                     | CEV          |
| GEQ    | Guiné Equatorial                                   | Federación Ecuatoguineana de Voleibol                              | CAVB         |
| GER    | Alemanha                                           | Deutscher Volleyball-Verband                                       | CEV          |
| GHA    | Gana                                               | Ghana Volleyball Association                                       | CAVB         |
| GIB    | Gibraltar                                          | Gibraltar Volleyball Association                                   | CEV          |
| GRE    | Grécia                                             | Fédération Hellénique de Volleyball                                | CEV          |
| GRL    | Gronelândia (pt) ou Groelândia (br)                | Greenlandic Volleyball Federation                                  | CEV          |
| GRN    | Granada                                            | Grenada Volleyball Association                                     | NORCECA      |
| GUA    | Guatemala                                          | Federación Nacional de Voleibol de Guatemala                       | NORCECA      |
| GUI    | Guiné                                              | Fédération Guinéenne de Volleyball                                 | CAVB         |
| GUM    | Guam                                               | Guam Volleyball Federation                                         | AVC          |
| GUY    | Guiana                                             | Guyana Volleyball Federation                                       | CSV          |
| HAl    | Haiti                                              | Fédération Haïtienne de Volley-Ball                                | NORCECA      |
| HKG    | Hong Kong                                          | Volleyball Association of Hong Kong, China Limited                 | AVC          |
| HON    | Honduras                                           | Federación Nacional de Voleibol de Honduras                        | NORCECA      |
| HUN    | Hungria                                            | Hungarian Volleyball Federation                                    | CEV          |
| INA    | Indonésia                                          | Persatuan Bola Voli Seluruh Indonesia                              | AVC          |
| IND    | Índia                                              | Volleyball Federation of India                                     | AVC          |
| IRI    | Irão (pt) ou Irã (br)                              | Volleyball Federation of Islamic Republic of Iran                  | AVC          |
| IRL    | Irlanda                                            | Volleyball Association of Ireland                                  | CEV          |
| IRQ    | Iraque                                             | Iraqi Volleyball Federation                                        | AVC          |
| ISL    | Islândia                                           | Icelandic Volleyball Association                                   | CEV          |
| ISR    | Israel                                             | Israel Volleyball Association                                      | CEV          |
| ISV    | Ilhas Virgens Americanas                           | Virgin Islands Volleyball Federation                               | NORCECA      |
| ITA    | Itália                                             | Federazione Italiana Pallavolo                                     | CEV          |
| IVB    | Ilhas Virgens Britânicas                           | Virgin Islands Volleyball Association                              | NORCECA      |
| JAM    | Jamaica                                            | Jamaica Volleyball Association                                     | NORCECA      |
| JOR    | Jordânia                                           | Jordan Volleyball Federation                                       | AVC          |
| JPN    | Japão                                              | Japan Volleyball Association                                       | AVC          |
| KAZ    | Cazaquistão                                        | Volleyball Federation of the Republic of Kazakhstan                | AVC          |
| KEN    | Quénia (pt) ou Quênia (br)                         | Kenya Volleyball Federation                                        | CAVB         |
| KGZ    | Quirguistão                                        | Fédération de Volleyball de la Republique de Kyrgyzstan            | AVC          |
| KIR    | Kiribati                                           | Kiribati National Volleyball Association                           | AVC          |
| KOR    | Coreia do Sul                                      | Korea Volleyball Association                                       | AVC          |
| KOS    | Kosovo                                             | Volleyball Federation of Kosovo                                    | CEV          |
| KSA    | Arábia Saudita                                     | Saudi Arabian Volleyball Federation                                | AVC          |
| KUW    | Kuwait                                             | Kuwait Volleyball Association                                      | AVC          |
| LAO    | Laos                                               | Laos Volleyball Federation                                         | AVC          |
| LAT    | Letónia (pt) ou Letônia (br)                       | Volleyball Federation of Latvia                                    | CEV          |
| LBA    | Líbia                                              | Libyan Volleyball Federation                                       | CAVB         |
| LBR    | Libéria                                            | Liberia Volleyball Federation                                      | CAVB         |
| LCA    | Santa Lúcia                                        | St. Lucia Amateur Volleyball Association                           | NORCECA      |
| LES    | Lesoto                                             | Lesotho Volleyball Association                                     | CAVB         |
| LIB    | Líbano                                             | Lebanese Volleyball Federation                                     | AVC          |
| LIE    | Liechtenstein                                      | Liechtensteiner Volleyball Verbandes                               | CEV          |
| LTU    | Lituânia                                           | Lithuanian Volleyball Federation                                   | CEV          |
| LUX    | Luxemburgo                                         | Fédération Luxembourgeoise de Volleyball                           | CEV          |
| MAC    | Macau                                              | Volleyball Association of Macao, China                             | AVC          |
| MAD    | Madagáscar (pt) ou Madagascar (br)                 | Fédération Malgache de Volleybal                                   | CAVB         |
| MAR    | Marrocos                                           | Fédération Royale Marocaine de Volley-Ball                         | CAVB         |
| MAS    | Malásia                                            | Malaysia Volleyball Association                                    | AVC          |
| MAW    | Maláui                                             | Volleyball Association of Malawi                                   | CAVB         |
| MDV    | Maldivas                                           | Volleyball Association of Maldives                                 | AVC          |
| MEX    | México                                             | Federación Mexicana de Voleibol                                    | NORCECA      |
| MGL    | Mongólia                                           | Mongolian Volleyball Association                                   | AVC          |
| MKD    | Macedónia do Norte (pt) ou Macedônia do Norte (br) | Volleyball Federation of the Republic of Macedonia                 | CEV          |
| MLD    | Moldávia                                           | Volleyball Federation of the Republic of Moldova                   | CEV          |
| MLI    | Mali                                               | Fédération Malienne de Volley-Ball                                 | CAVB         |
| MLT    | Malta                                              | Malta Volleyball Association                                       | CEV          |
| MNE    | Montenegro                                         | Volleyball Federation of Montenegro                                | CEV          |
| MNP    | Marianas Setentrionais                             | Northern Mariana Islands Volleyball Association                    | AVC          |
| MON    | Mónaco (pt) ou Mônaco (br)                         | Fédération Monégasque de Volley-Ball                               | CEV          |
| MOZ    | Moçambique                                         | Federação Moçambicana de Voleibol                                  | CAVB         |
| MQE    | Martinica                                          | Ligue Martiniquaise Volley-Ball                                    | NORCECA      |
| MRI    | Maurícia (pt) ou Maurício (br)                     | Mauritius Volleyball Association                                   | CAVB         |
| MSH    | Ilhas Marshall                                     | Marshall Islands Volleyball Federation                             | AVC          |
| MTN    | Mauritânia                                         | Fédération de Volley-Ball de la République Islamique de Mauritanie | CAVB         |
| MTS    | Montserrat                                         | Montserrat Volleyball Association                                  | NORCECA      |
| MYA    | Mianmar                                            | Myanmar Volleyball Federation                                      | AVC          |
| NAM    | Namíbia                                            | Namibian Volleyball Federation                                     | CAVB         |
| NCA    | Nicarágua                                          | Federación Nicaragüense de Voleibol                                | NORCECA      |
| NED    | Países Baixos                                      | Nederlandse Volleybal Bond                                         | CEV          |
| NEP    | Nepal                                              | Nepal Volleyball Association                                       | AVC          |
| NGR    | Nigéria                                            | Nigeria Volleyball Federation                                      | CAVB         |
| NIG    | Níger                                              | Fédération Nigerienne de Volley-Ball                               | CAVB         |
| NIR    | Irlanda do Norte                                   | Northern Ireland Volleyball Association                            | CEV          |
| NIU    | Niue                                               | Niue Island Volleyball Association                                 | AVC          |
| NOR    | Noruega                                            | Norges Volleyballforbund                                           | CEV          |
| NRU    | Nauru                                              | Nauru Volleyball Association                                       | AVC          |
| NZL    | Nova Zelândia                                      | Volleyball New Zealand                                             | AVC          |
| OMA    | Omã                                                | Oman Volleyball Association                                        | AVC          |
| PAK    | Paquistão                                          | Pakistan Volleyball Federation                                     | AVC          |
| PAN    | Panamá                                             | Federación Panameña de Voleibol                                    | NORCECA      |
| PAR    | Paraguai                                           | Federación Paraguaya de Voleibol                                   | CSV          |
| PAU    | Palau                                              | Palau Volleyball Federation                                        | AVC          |
| PER    | Peru                                               | Federación Peruana de Voleibol                                     | CSV          |
| PHI    | Filipinas                                          | Larong Volleyball sa Pilipinas                                     | AVC          |
| PLE    | Palestina                                          | Palestine Volleyball Association                                   | AVC          |
| PLY    | Polinésia Francesa                                 | Fédération Tahitienne de Volley-Ball                               | AVC          |
| PNG    | Papua-Nova Guiné                                   | Papua New Guinea Volleyball Federation                             | AVC          |
| POL    | Polónia (pt) ou Polônia (br)                       | Polski Związek Piłki Siatkowej                                     | CEV          |
| POR    | Portugal                                           | Federação Portuguesa de Voleibol                                   | CEV          |
| PRK    | Coreia do Norte                                    | The Volleyball Association of the D.P.R. of Korea                  | AVC          |
| PUR    | Porto Rico                                         | Federación Puertorriqueña de Voleibol                              | NORCECA      |
| QAT    | Qatar                                              | Qatar Volleyball Association                                       | AVC          |
| ROU    | Roménia (pt) ou Romênia (br)                       | Federatia Romana de Volei                                          | CEV          |
| RSA    | África do Sul                                      | Volleyball South Africa                                            | CAVB         |
| RUS    | Rússia                                             | Volleyball Federation of Russia                                    | CEV          |
| RWA    | Ruanda                                             | Fédération Rwandaise de Volleyball                                 | CAVB         |
| SAM    | Samoa                                              | Volleyball Samoa Federation                                        | AVC          |
| SCG    | Sérvia e Montenegro4                               | extinta                                                            | CEV          |
| SCO    | Escócia                                            | Scottish Volleyball Association                                    | CEV          |
| SEN    | Senegal                                            | Fédération Sénégalaise de Volley-Ball                              | CAVB         |
| SEY    | Seychelles                                         | Seychelles Volleyball Federation                                   | CAVB         |
| SIN    | Singapura                                          | Volleyball Association of Singapore                                | AVC          |
| SKN    | São Cristóvão e Névis                              | St. Kitts Amateur Volleyball Association                           | NORCECA      |
| SLE    | Serra Leoa                                         | Fédération de Volleyball de la Sierra Leone                        | CAVB         |
| SLO    | Eslovénia (pt) ou Eslovênia (br)                   | Volleyball Federation of Slovenia                                  | CEV          |
| SMR    | São Marino                                         | Federazione Sammarinese Pallavolo                                  | CEV          |
| SOL    | Ilhas Salomão                                      | Solomon Islands Volleyball Federation                              | AVC          |
| SOM    | Somália                                            | Somali Volleyball Federation                                       | CAVB         |
| SRB    | Sérvia                                             | Volleyball Federation of Serbia                                    | CEV          |
| SRI    | Sri Lanka                                          | Sri Lanka Volleyball Federation                                    | AVC          |
| STP    | São Tomé e Príncipe                                | Federação Santomense de Voleibol                                   | CAVB         |
| SUD    | Sudão                                              | Sudan Volleyball Association                                       | CAVB         |
| SUI    | Suíça                                              | Swiss Volley                                                       | CEV          |
| SUR    | Suriname                                           | Surinaamse Volleybal Bond                                          | NORCECA      |
| SVK    | Eslováquia                                         | Slovak Volleyball Federation                                       | CEV          |
| SWE    | Suécia                                             | Swedish Volleyball Federation                                      | CEV          |
| SWZ    | Suazilândia                                        | Swaziland National Volleyball Association                          | CAVB         |
| SYR    | Síria                                              | Syrian Arab Volleyball Federation                                  | AVC          |
| TAN    | Tanzânia                                           | Tanzania Volleyball Association                                    | CAVB         |
| TGA    | Tonga                                              | Tonga Volleyball Association                                       | AVC          |
| THA    | Tailândia                                          | Thailand Volleyball Association                                    | AVC          |
| TJK    | Tajiquistão                                        | Tajikistan Volleyball Federation                                   | AVC          |
| TKM    | Turcomenistão                                      | Volleyball Federation of Turkmenistan                              | AVC          |
| TLS    | Timor-Leste                                        | Federação de Voleibol de Timor-Leste                               | AVC          |
| TOG    | Togo                                               | Fédération Togolaise de Volley-Ball                                | CAVB         |
| TPE    | Taipé Chinesa                                      | Chinese Taipei Volleyball Association                              | AVC          |
| TRI    | Trinidad e Tobago                                  | Trinidad & Tobago Volleyball Federation                            | NORCECA      |
| TUN    | Tunísia                                            | Fédération Tunisienne de Volley-Ball                               | CAVB         |
| TUR    | Turquia                                            | Türkiye Voleybol Federasyonu                                       | CEV          |
| TUV    | Tuvalu                                             | Tuvalu Volleyball Federation                                       | AVC          |
| UAE    | Emirados Árabes Unidos                             | United Arab Emirates Volleyball Association                        | AVC          |
| UGA    | Uganda                                             | Uganda Volleyball Federation                                       | CAVB         |
| UKR    | Ucrânia                                            | Ukrainian Volleyball Federation                                    | CEV          |
| URS    | União Soviética 5                                  | extinta                                                            | CEV          |
| URU    | Uruguai                                            | Federación Uruguaya de Voleibol                                    | CSV          |
| USA    | Estados Unidos                                     | USA Volleyball                                                     | NORCECA      |
| UZB    | Uzbequistão                                        | Federation of Volleyball of Uzbekistan                             | AVC          |
| VAN    | Vanuatu                                            | Vanuatu Amateur Volleyball Federation                              | AVC          |
| VEN    | Venezuela                                          | Federación Venezolana de Voleibol                                  | CSV          |
| VIE    | Vietname (pt) ou Vietnã (br)                       | Volleyball Federation of Vietnam                                   | AVC          |
| VIN    | São Vicente e Granadinas                           | St. Vincent and the Grenadines Volleyball Association              | NORCECA      |
| WAL    | País de Gales                                      | Volleyball Wales                                                   | CEV          |
| YEM    | Iémen (pt) ou Iêmen (br)                           | Yemen Volleyball Association                                       | AVC          |
| YUG    | Iugoslávia ou Jugoslávia 6                         | extinta                                                            | CEV          |
| ZAM    | Zâmbia                                             | Zambia Volleyball Association                                      | CAVB         |
| ZIM    | Zimbábue                                           | Zimbabwe Volleyball Association                                    | CAVB         |